# Jacobus Johannes Maria Rubert
Jacobus Johannes Maria Rubert (Roosendaal, 22 november 1890 - Breda, 22 december 1935) was een Nederlands politicus. Als burgemeester van Woensdrecht maakte hij zich hard voor de aanleg van vliegveld De Eendenkooy, dat later zou uitgroeien tot Vliegbasis Woensdrecht.

## Familie
Rubert was een zoon van Henricus Laurentius Maria Rubert en Eleonora Jacoba Maria van Aken. Zijn vader was burgemeester van Rijsbergen in de periode 1914 tot en met 1938.

## Loopbaan
In 1917 werd Rubert benoemd tot burgemeester van Woensdrecht. Van 1923 tot 1934 was hij secretaris en/of penningmeester van het toenmalige Waterschap Prins Karelpolder te Woensdrecht. In 1927 trad Rubert als bestuurslid toe tot de Rijkskieskring Tilburg. Op 11 januari 1930 werd hij verkozen tot penningmeester. Een jaar later legde hij die taak neer. Rubert was van 18 juli 1919 tot 1930 of 1931 tevens lid, en vanaf 12 september 1926 voorzitter, van de Statenkieskring Bergen op Zoom.
Eind 1935 werd Rubert ernstig ziek. Op 22 december van dat jaar overleed hij in het Sint Ignatiusziekenhuis te Breda.